# ヘレフォードシャー
ヘレフォードシャー（英: Herefordshire, [ˈhɛrɪfərdʃɪər, -ʃər]）は、イングランドのウェスト・ミッドランズに位置する典礼カウンティ。北でシュロップシャーと、東でウスターシャーと、南東でグロスターシャーと、西でウェールズのモンマスシャーおよびポーイスと隣接する。州庁所在地および最大都市はヘレフォード。
面積は2,180平方キロメートル、人口は約19万人で、イングランドで最もひなびた地域のひとつである。主要な都市や町としてヘレフォードのほかレオミンスター、ロス＝オン＝ワイン、レドベリーがある。行政上は単一自治体に分類される。
州の中央部は低地で、ワイ川やその支流のラグ川が流れる。そこから東へ、ウスターシャーにまたがり特別自然美観地域に指定されているマルバーン丘陵が連なる。南部のワイ川渓谷も特別自然美観地域になっており、ウェールズまで続いている。西部にはブラック山地が広がり、ウェールズとの境界にウェールズ最高峰（703.6メートル）のブラック山がある。
歴史的には、イングランドとウェールズの緩衝地帯（ウェルシュ・マーチーズ）の一部であった。州内は農地が大部分で、果物やシードル、ヘレフォード種の牛の繁殖で知られる。